# Bankekød
Bankekød er en gammel dansk ret af skiver af oksekød, der er stegt møre i en gryde med løg, laurbær og oksefond. Bankekød serveres med kartoffelmos.
Navnet skyldes, at kødet forud for stegning bankes med en kødhammer, så det bliver mørt.